# Ines-Jacqueline Werkner
Ines-Jacqueline Werkner (* 1965) ist eine deutsche Sozialwissenschaftlerin.

## Leben
Werkner studierte von 1990 bis 1995 Sozialwissenschaften (Diplom) an der Humboldt-Universität zu Berlin. 2000 wurde sie mit einer politikwissenschaftlichen Dissertation an der Freien Universität Berlin zum Dr. rer. pol. promoviert. 2007 habilitierte sie sich im Fach Politikwissenschaft. Seit 2007 ist sie Privatdozentin am Otto-Suhr-Institut für Politikwissenschaft.
2008/09 war sie Forschungsdirektorin am European University Center for Peace Studies in Stadtschlaining (Österreich). 2009/10 vertrat sie die Professur für Internationale Politik und Gesellschaft an der Christian-Albrechts-Universität zu Kiel. Von 2010 bis 2014 war sie akademische Mitarbeiterin am Institut für Politische Wissenschaft der Ruprecht-Karls-Universität Heidelberg. 2011/12 vertrat sie die Professur für Politik und Religion an der Universität Luzern (Schweiz). Seit 2012 ist sie wissenschaftliche Mitarbeiterin an der Forschungsstätte der Evangelischen Studiengemeinschaft in Heidelberg.
Ihre Forschungsschwerpunkte sind u. a. Internationale Politik, Sicherheitspolitik/Militärsoziologie und Friedens-/Konfliktforschung. Sie ist Mitglied u. a. im Arbeitskreises Militär und Sozialwissenschaften, im Arbeitskreis Europäische Integration, in der Arbeitsgemeinschaft für Friedens- und Konfliktforschung und in der Deutschen Vereinigung für Politische Wissenschaften.

## Schriften (Auswahl)
- Soldatenseelsorge versus Militärseelsorge. Evangelische Pfarrer in der Bundeswehr (= Forum innere Führung. Band 13). Nomos, Baden-Baden 2001, ISBN 3-7890-7392-X.
- (Hrsg. mit Nina Leonhard): Aufschwung oder Niedergang? Religion und Glauben in Militär und Gesellschaft zu Beginn des 21. Jahrhunderts. Lang, Frankfurt am Main u. a. 2003, ISBN 3-631-51610-X.
- (Hrsg.): Die Wehrpflicht und ihre Hintergründe. Sozialwissenschaftliche Beiträge zur aktuellen Debatte (= Schriftenreihe des Sozialwissenschaftlichen Instituts der Bundeswehr. Band 2). VS Verlag für Sozialwissenschaften, Wiesbaden 2004, ISBN 3-531-14273-9.
- (Hrsg. mit Nina Leonhard): Militärsoziologie. Eine Einführung. VS Verlag für Sozialwissenschaften, Wiesbaden 2005, ISBN 3-531-14284-4. (2. Auflage 2012)
- Wehrpflicht oder Freiwilligenarmee? Wehrstrukturentscheidungen im europäischen Vergleich. Lang, Frankfurt am Main u. a. 2006, ISBN 3-631-54696-3.
- (Hrsg. mit Clemens Gause): Streitkräfte und Demokratie. Transformationsprozesse in post-sozialistischen Staaten (= Forum innere Führung. Band 28). Nomos, Baden-Baden 2007, ISBN 978-3-8329-2723-3.
- (Hrsg. mit Antonius Liedhegener, Mathias Hildebrandt): Religionen und Demokratie. Beiträge zu Genese, Geltung und Wirkung eines aktuellen politischen Spannungsfeldes. VS Verlag für Sozialwissenschaften, Wiesbaden 2009, ISBN 978-3-531-16641-4.
- (Hrsg. mit Antonius Liedhegener): Gerechter Krieg – gerechter Frieden. Religionen und friedensethische Legitimationen in aktuellen militärischen Konflikten. VS Verlag für Sozialwissenschaften, Wiesbaden 2009, ISBN 978-3-531-16989-7.
- (Hrsg. mit Ulrike Kronfeld-Goharani): Der ambivalente Frieden. Die Friedensforschung vor neuen Herausforderungen. VS Verlag, Wiesbaden 2011, ISBN 978-3-531-17692-5.
- (Hrsg. mit Dirk Rademacher): Menschen geschützt – gerechten Frieden verloren? Kontroversen um die internationale Schutzverantwortung in der christlichen Friedensethik (= Oekumenische Studien. Band 41). Lit, Berlin u. a. 2013, ISBN 978-3-643-12313-8.
- (Hrsg. mit Antonius Liedhegener): Europäische Religionspolitik. Religiöse Identitätsbezüge, rechtliche Regelungen und politische Ausgestaltung. Springer VS, Wiesbaden 2013, ISBN 978-3-658-00958-8.
- (Hrsg. mit Oliver Hidalgo): Religionen – Global Player in der internationalen Politik? (= Politik und Religion). Springer VS, Wiesbaden 2014, ISBN 978-3-658-04939-3.
- (Hrsg. mit Klaus Ebeling): Handbuch Friedensethik. Springer VS, Wiesbaden 2016.
- Gerechter Frieden. Das fortwährende Dilemma militärischer Gewalt, transcript, Bielefeld 2018, ISBN 978-3-8376-4074-8.